# Fritz Schrefeld
Fritz Schrefeld (* 14. November 1890 in Berlin; † nach 1970) war ein deutscher Rad-  und Trabrennfahrer.
Als Kind war Fritz Schrefeld ein hervorragender Turner, bevor er zum Radsport kam. Mit 16 Jahren beschloss er, Berufsrennfahrer zu werden, ließ diese Idee aber nach einem schweren Sturz bei einem Bahnrennen fallen. 1909 meldete er sich freiwillig zu den Lübbener Jägern. Er trat dem Berliner Radsport-Club Concordia 1897 bei und bestritt nun Rennen als Amateur; später gehörte er zu einer Trainingsgruppe um Weltmeister Walter Rütt, die im Deutschen Stadion trainierte. 1913 wurde er deutscher Vize-Meister im Sprint auf der Bahn und gewann mit dem mit dem Kaiserpreis in Berlin eines der renommiertesten Bahnrennen seiner Zeit.
Bei Ausbruch des Ersten Weltkriegs 1914 wurde Schrefeld als Soldat eingezogen. Er wurde mit dem Eisernen Kreuz ausgezeichnet und 1917 nach Berlin versetzt, so dass er wieder Rennen fahren konnte. Im selben Jahr wurde er deutscher Meister im Sprint, aber 1918 wieder an die Front nach Mazedonien versetzt. 1919 und 1920 wurde er erneut deutscher Meister im Sprint der Amateure. 1920 gewann er den Großen Preis von Deutschland. Im Jahr 1919 gewann er zudem Rund um Berlin.
1924 begann Fritz Schrefeld, der gelernter Fleischer war, mit dem Trabrennsport. Er war bis 1960 als Amateur aktiv und errang über 400 Siege. 1939, 1940 und 1942 gewann er das Trabrennfahrer-Championat (Auszeichnung für die meisten Siege in einer Saison) und viermal wurde er deutscher Amateurmeister.  Die Berliner Zeitung berichtete 1960, anlässlich seines 70. Geburtstages, dass Schrefeld in West-Berlin lebe, aber bei Rennen auf der Trabrennbahn Karlshorst mit Pferden aus den volkseigenen Gestüten Lindenhof und Staffelde antrete.

## Berufliches
Schrefeld führte in Berlin (West) ein Fuhrunternehmen, nachdem er seine Laufbahn beendet hatte.